# Noctem
Noctem é uma banda espanhola de metal extremo criada em 2001.
Em 2002 a banda grava seu primeiro trabalho “Unholy Blood”, que foi comercializado durante 2 anos. A banda libera para dois anos o seu cd ao vivo “Live 2004″ auto produzido e gravado em sua cidade natal. Em 2007 a a banda grava a demo "God Among Slaves".
Em janeiro de 2009, a banda registros no Noisehead Studios de Viena, seu álbum de estréia “Divinity”, que conta com as colaborações de Christos Antoniou (Septic Flesh e Chaos Star) e Leal (ex-Forever Slave). O álbum foi lançado em abril pelo selo musical Noisehead Records na Europa e em maio com Relapse Records no E.U.A.
A banda faz diversas apresentações em festivais e circuitos de promoção do álbum “Divinity” e alguns concertos com bandas de primeiro nível como Malevolent Creation, Vomitory, Stigma e Crimson Falls.

## Formação
- Beleth - Vocal
- Exo - Guitarra
- Nekros- Guitarra
- Ul - Baixo
- Vhert - Bateria

## Discografia
Discos de Estúdio
- Exilium (2014)
- Oblivion (2011)
- Divinity (2009)

Demos
8 Unholy Blood (2002)
8 God Among Slaves (2007)
Ao Vivo
- Live 2004 (2004)